# Học viện Công nghệ Hóa dầu Bắc Kinh
Học viện Công nghệ Hóa dầu Bắc Kinh (tiếng Trung: 北京石油化工学院; bính âm: Beijing shiyou huagong xueyuan, phiên âm Hán-Việt: Bắc kinh thạch du hóa công học viện), có tên gọi tắt là Thạch hóa học viện là một trường đại học tại Bắc Kinh, Trung Quốc. Trường được thành lập năm 1978, là trường chuyên ngành lọc hóa dầu của Bắc Kinh và trung ương Trung Quốc, do thành phố Bắc Kinh quản lý. Học viện hiện có hơn 6800 sinh viên theo học, có 100 học viên thạc sĩ.

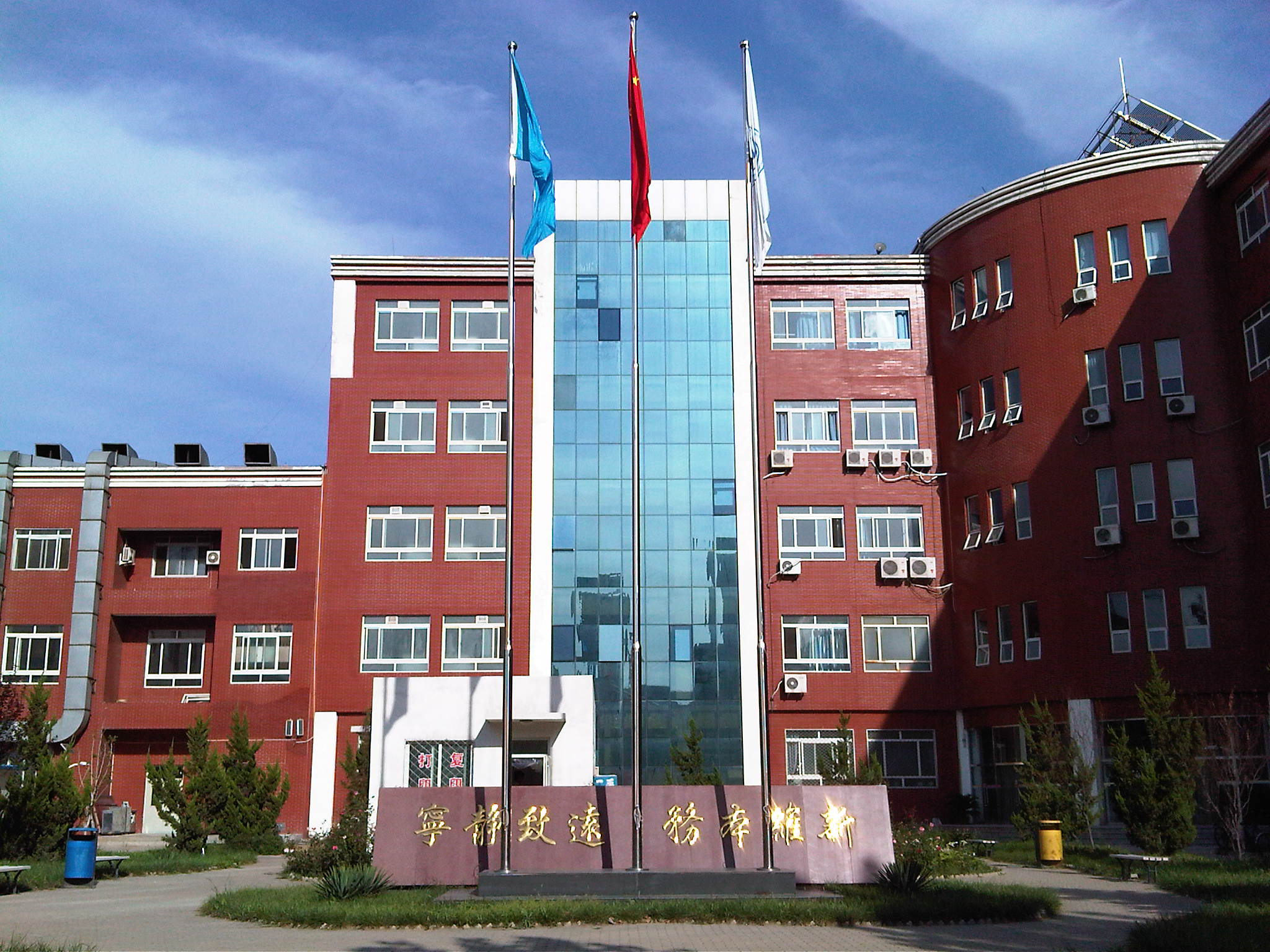
Kang Zhuang trường

Địa chỉ của học viện: số 19, đường Thanh Nguyên Bắc, trấn Hoàng Thôn, quận Đại Hưng, thành phố Bắc Kinh.